# Rokytnice v Orlických horách
Rokytnice v Orlických horách (německy Rokitnitz im Adlergebirge) je město v okrese Rychnov nad Kněžnou v Královéhradeckém kraji, asi 13 km východně od Rychnova a 9 km severně od Žamberka. Rozkládá se na rozhraní Orlických hor a Podorlické pahorkatiny při říčce Rokytence. Žije zde přibližně 2 100 obyvatel. Historické jádro města je od roku 2003 městskou památkovou zónou. Město je vzhledem ke své poloze přirozeným turistickým východiskem do střední části Orlických hor.
Územní správní jednotka sestává z těchto částí: Rokytnice v Orlických horách – k. ú. Rokytnice v Orlických horách, Dolní Rokytnice v Orlických horách, Horní Rokytnice, Panské Pole (včetně osady Hanička) a Prostřední Rokytnice. Nebeská Rybná (včetně osady Hamernice) – k. ú. Nebeská Rybná.
Od 1. ledna 1981 do 23. listopadu 1990 k městu patřily i Říčky v Orlických horách.
Sousední obecní sídla jsou Pěčín, Kunvald, Bartošovice v Orlických horách, Říčky v Orlických horách, Zdobnice a Liberk.

## Historie
První písemná zmínka o obci pochází z roku 1318, kdy jsou v rámci majetkoprávního sporu zmiňovány v zemských deskách trhová osada Rokytnice a hrad Pěčín. Samotné založení obce nelze z důvodu nedostatku pramenů blíže určit, došlo k němu v důsledku kolonizačních aktivit pánů Rychnovských z Rychnova (větev pánů z Drnholce) v podhůří Orlických hor. Rokytnice byla poté součástí rychnovského panství, z něhož se jako samostatné zboží vyčlenila teprve v roce 1487 v důsledku dělby majetku mezi příslušníky rodu Rychnovských.
Na přelomu 15. a 16. století Rokytnici vlastnila Johanka Rychnovská, která pozvedla hospodářskou úroveň panství a pokoušela se dokonce na levém břehu Divoké Orlice – zřejmě nedaleko Neratova, který existoval již v první čtvrtině 16. století – o průzkumnou důlní činnost. Jako majitelka Rokytnice se Johanka uvádí ještě v roce 1545 při obnoveném vkladu do zemských desk, ale již v roce 1548 její děti panství prodali Janu Lickovi z Rýzmburka, který vlastnil Borohrádek a malý statek Závrší s hrádkem Dřelem. Po Janovi následoval v držení Rokytnice od roku 1553 jeho syn Sigmund. Toto období je poznamenáno vleklým sporem o hranice panství, který trval prakticky celou dobu, kdy Rokytnici vlastnili Lickové. Sigmund Licek z Rýzmburka se více soustředil na rozvoj svého borohrádeckého panství a zřejmě také z tohoto důvodu v roce 1567 rokytnické panství, poněkud odlehlé od jeho hlavní domény, za 4000 kop grošů českých prodal. Rokytnice byla v trhové smlouvě výslovně uvedena jako městečko a poprvé je zde (jako "ves nová") zmíněna také Horní Rokytnice.
Novým majitelem Rokytnice se stal v roce 1567 Jáchym Maušvic z Armenruh, německý šlechtic původem z Horní Lužice. Po něm následoval jeho syn Kryštof, který nechal po roce 1600 přestavět zdejší tvrz na zámek a vydal pro Rokytnici nový církevní řád, orientovaný lutersky. Maušvicové byli totiž stoupenci Augsburské konfese. Kryštof také nechal v blízkosti zámeckého areálu postavit nový kostel Nejsvětější Trojice, který měl sloužit jako rodová hrobka a zároveň jako protestantský chrám (Kryštof svým poddaným v rámci církevního řádu nařizoval pravidlenou účast na luteránských bohoslužbách). Zřejmě ještě v průběhu stavovského povstání panství opět změnilo majitele, koupil jej Jáchym Ziegler z Kliphausen, který však již v roce 1627 celé panství směnil s Janem Mikulášem z Nostitz za jeho panství Cunewalde v Horní Lužici, odkud Nostitzové podobně jako Maušvicové pocházeli. Ota z Nostitz, syn Jana Mikuláše, se stal zakladatelem rokytnické větve rodu.

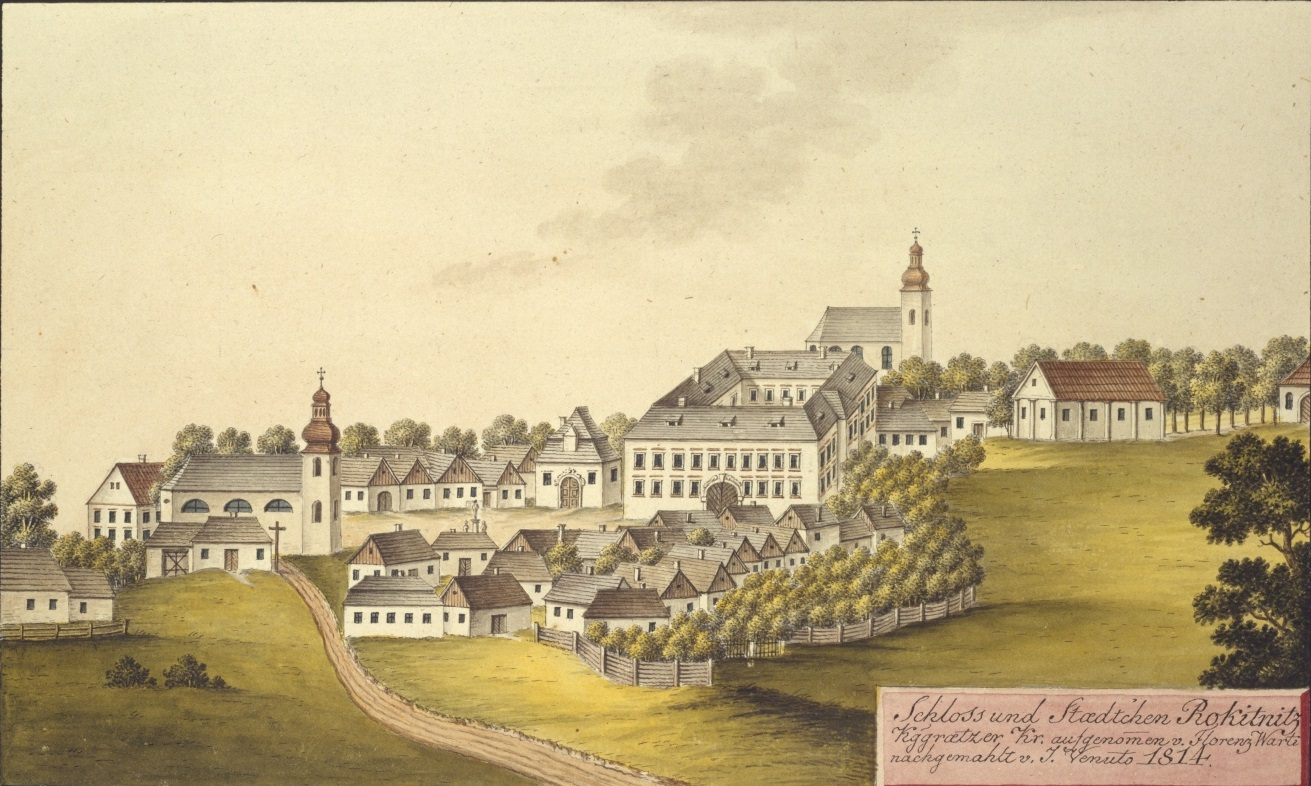
Zámek a městečko Rokytnice, kresba Johanna Venuta z roku 1814

Rokytnice poté od roku 1627 až do 20. let 20. století zůstala v držení rodu Nostitzů, jehož stavební i kolonizační aktivity vedly k dalšímu rozvoji města i celého panství. V roce 1852 byla Rokytnice (doposud městečko či městys) povýšena na město, ačkoliv později tento statut na čas ztratila. V roce 1906 byla otevřena místní dráha Doudleby nad Orlicí – Vamberk – Rokytnice. Do města v té době během pobytů v blízké Německé Rybné zajížděl i profesor T. G. Masaryk.
Po vzniku Československé republiky v roce 1918 se tehdejší většinové německé obyvatelstvo odmítlo přihlásit k novému státu a začlenilo se do separatistické Provincie Sudetenland. Československé vojsko obsadilo Rokytnici 15. prosince 1918, pouhých 5 dní před příjezdem prezidenta T. G. Masaryka do vlasti. Rozvoj města po roce 1918 byl reprezentován stavbou nového hotelu na náměstí a opravami historických budov (kostel, zámek, Hotel Markrabě) i rozšířením místního průmyslu. Po mnichovské konferenci v září 1938 byla Rokytnice připojena k hitlerovské Třetí říši. Po skončení 2. světové války dochází v Rokytnici i v okolí k velkému úbytku obyvatelstva způsobeném odsunem německého obyvatelstva. Teprve v roce 1971 byl Rokytnici znovu přiznán status města, který po válce nebyl obnoven. Po vpádu vojsk Varšavské smlouvy v roce 1968 byla v Rokytnici umístěna sovětská vojenská posádka, k jejímuž odsunu došlo teprve v roce 1991. Po roce 1989 se město rozvíjí jako turistické středisko a centrum východní části Orlických hor.

## Obyvatelstvo
| Rok            | 1869  | 1880  | 1890  | 1900  | 1910  | 1921  | 1930  | 1950  | 1961  | 1970  | 1980  | 1991  | 2001  | 2011  | 2021  |
| -------------- | ----- | ----- | ----- | ----- | ----- | ----- | ----- | ----- | ----- | ----- | ----- | ----- | ----- | ----- | ----- |
| Počet obyvatel | 4 089 | 4 395 | 4 161 | 3 801 | 3 416 | 3 125 | 3 028 | 2 175 | 1 954 | 1 825 | 1 896 | 1 964 | 2 513 | 2 513 | 1 926 |
| Počet domů     | 698   | 721   | 692   | 713   | 682   | 701   | 702   | 553   | 354   | 319   | 328   | 381   | 564   | 564   | 600   |

## Infrastruktura a občanská vybavenost

### Doprava
Městem prochází nebo do města vedou krajské silnice II. třídy č. 310 a č. 319. 
Ve městě se nachází koncová železniční stanice jednokolejné neelektrizované regionální dráhy č. 023 Doudleby nad Orlicí - Vamberk - Rokytnice v Orlických horách. Vedle železniční stanice se nachází autobusový terminál. Ve vlacích a autobusech veřejné dopravy platí integrovaný dopravní systém IREDO. 

### Školství
- Mateřská škola Rokytnice v Orlických horách, Horská 172
- Základní škola Rokytnice v Orlických horách, Školní 232

### Zdravotnictví
- Zdravotní středisko (lékař pro dospělé, rehabilitace a fyzioterapie, gynekologie), Sídliště 1. máje 457
- Dětské zdravotní středisko, T. G. Masaryka 4

### Kultura
- Městská knihovna, náměstí T. G. Masaryka 68, 1. patro
- Sýpka - muzeum Orlických hor
- Muzeum Pevnost Hanička
- Pěchotní srub R-S 72 Nízká
- Muzeum železnice v bývalé výtopně parních lokomotiv (věnováno především železniční trati Doudleby - Vamberk - Rokytnice)

## Pamětihodnosti

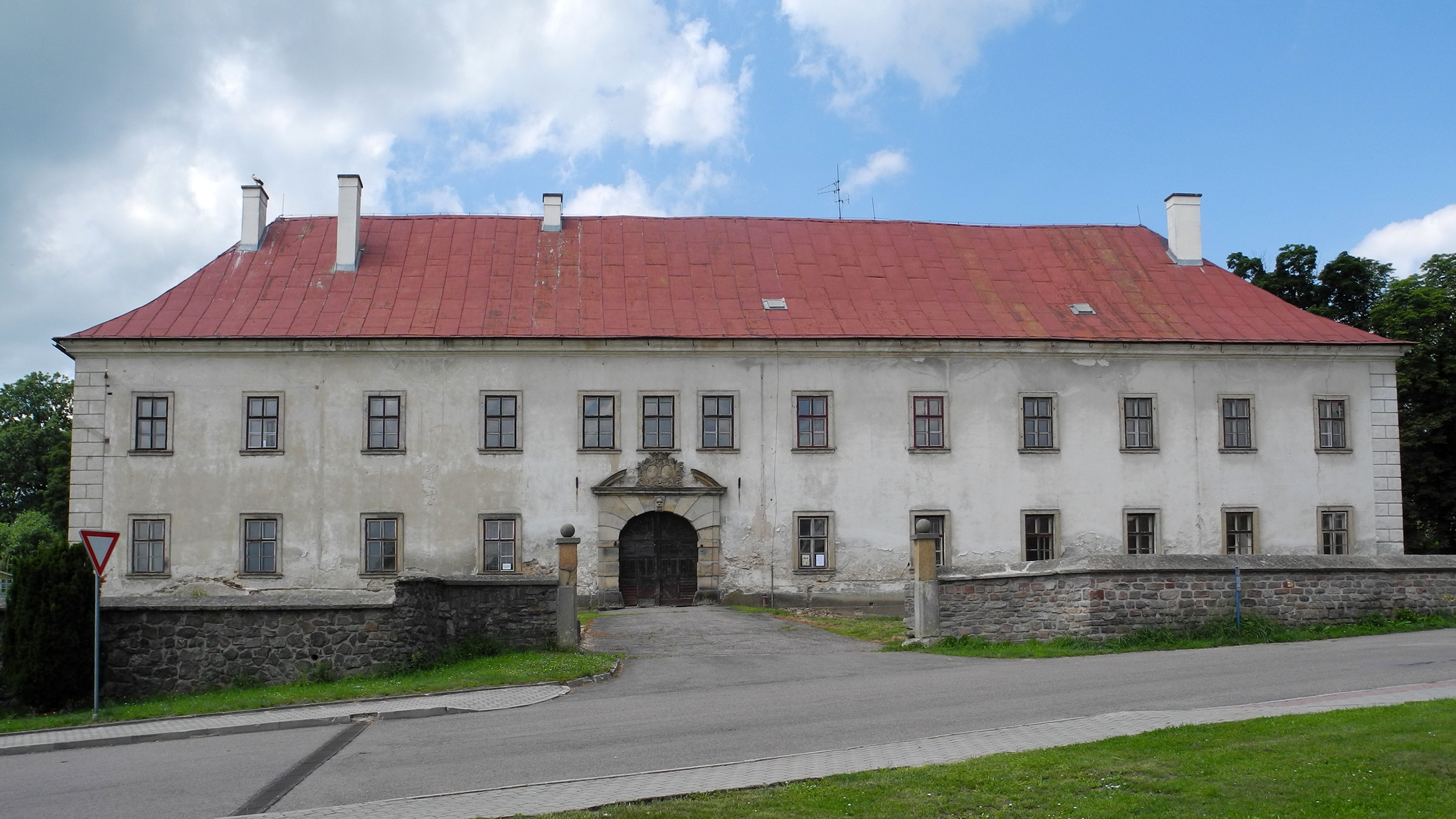
Zámek

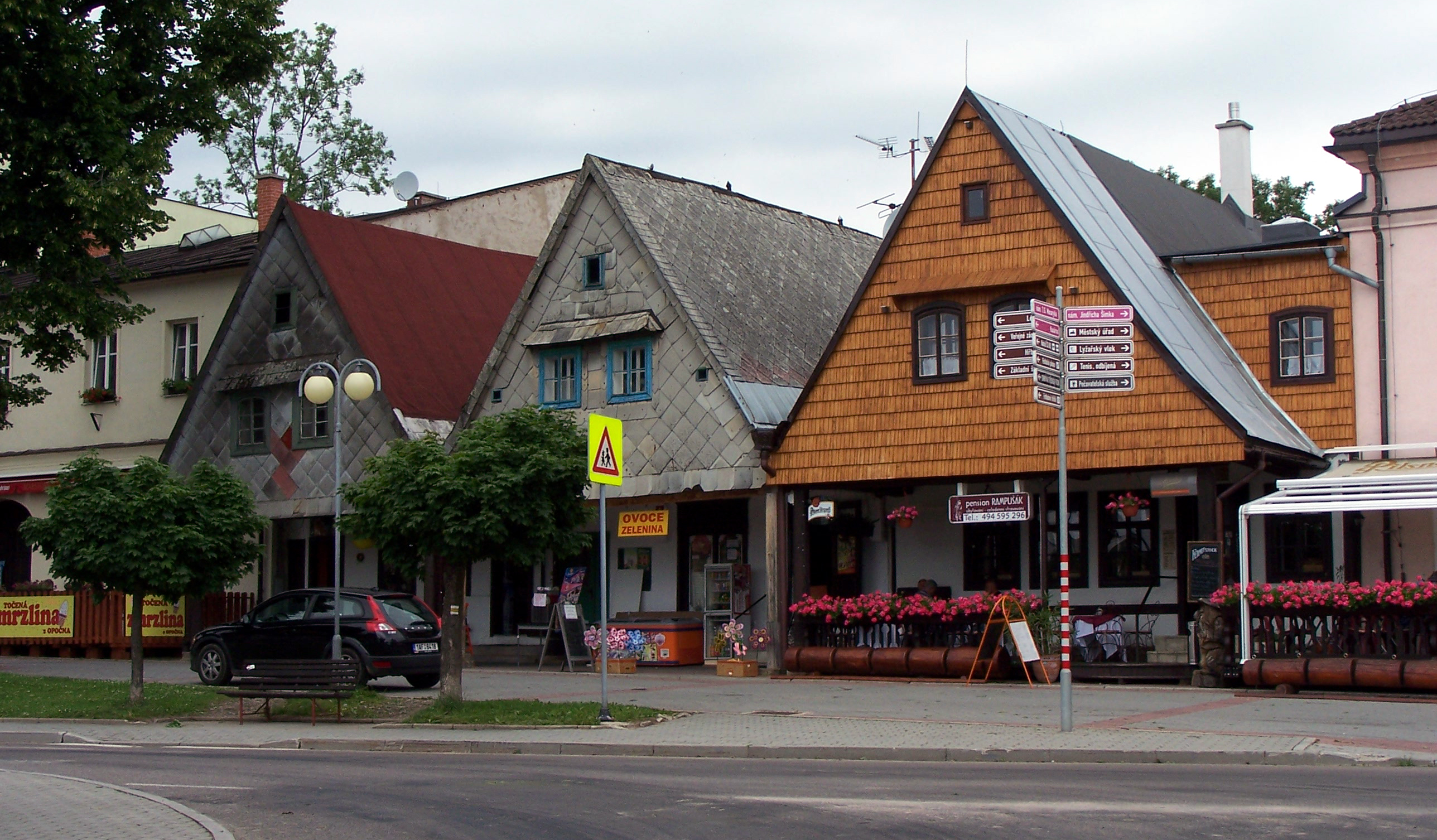
Historické domy na náměstí T. G. Masaryka

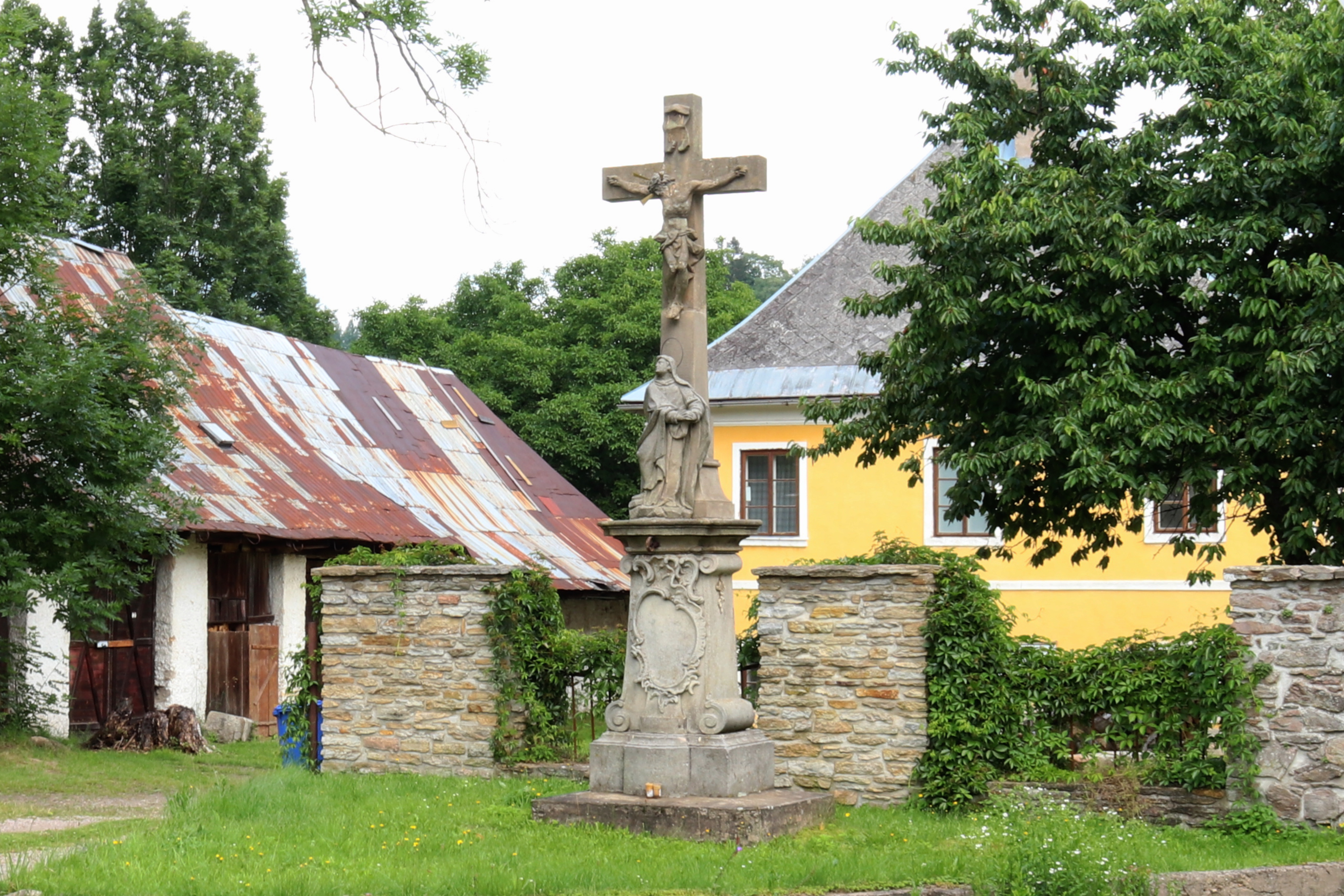
Kříž před farou

- Zámek Rokytnice v Orlických horách na náměstí T. G. Masaryka
- Zámecký kostel Nejsvětější Trojice s hrobkou z roku 1603
- Kaple svaté Anny přestavěná v první polovině 18. století
- Morový sloup se sochou Panny Marie, sv. Václava a Jana Nepomuckého na náměstí
- Empírová kašna z roku 1886 na náměstí
- Barokní fara z roku 1715 u kostela
- Farní kostel Všech svatých z let 1679–1684
- Socha Krista na hoře Olivetské z poloviny 18. století v severovýchodním koutě náměstí
- Sousoší Kalvárie na podstavě ze závěru 18. století na rozcestí k Nebeské Rybné
- Socha Krista Trpitele z roku 1770
- Dřevěné domy čp. 75 a 76 s vysokými štíty a podloubím na náměstí
- Kaple svaté Anny a svatého Jáchyma přenesená do Hadince z Anenského vrchu
- Kaple svatého Antonína Paduánského na rozcestí Horské a Severní ulice
- Kaple Panny Marie v Údolíčku
- Pomník obětem prusko-rakouské války 1866 na hřbitově
- Pomník obětem I. a II. světové války u farního kostela
- Pomník Jaroslava Mikuláše Nováka u pevnosti Hanička
- Židovský hřbitov z počátku 18. století
- Kostel svatého Filipa a svatého Jakuba v Nebeské Rybné vystavěný v letech 1847–1859 v čistě klasicistním slohu
- Dělostřelecká tvrz Hanička
- Linie lehkého a těžkého opevnění s pěchotními sruby R-S 70, R-S 71, R-S 72, R-S 73, R-S 74, R-S 75, R-S 81 a R-S 82 budovaná v rámci systému československého opevnění na obranu před nacistickým Německem.

## Osobnosti
- Kryštof Václav z Nostic (1648–1712), majitel rokytnického panství, sběratel a mecenáš
- Josef Vilém z Nostic (1706–1787), majitel rokytnického panství, působil v nejvyšších úřadech zemské správy Českého království
- Franz Christen (asi 1815–1877), politik, poslanec Českého zemského sněmu a starosta Rokytnice v Orlických horách
- Julius Hanisch (1827–1886), právník a politik, poslanec Českého zemského sněmu a Říšské rady.
- Moritz Reich (1831–1857), spisovatel
- Friedrich Hanisch (1838–1912), podnikatel v oblasti pivovarnictví a výroby skla, politik, poslanec Říšské rady
- Eduard Langer (1852–1914), právník, politik, poslanec Českého zemského sněmu, mecenáš a propagátor Orlických hor
- Jindra Šimek (1901–1979), akademický malíř
- Franz Mader (1912–1988), německý politik, poslanec zemského sněmu Severního Porýní-Vestfálska
- Elfriede Kuzmany (1915–2006), divadelní a filmová herečka
- Günther Wytopil (1926–2012), od roku 1998 čestný občan Rokytnice v Orlických horách

## Galerie

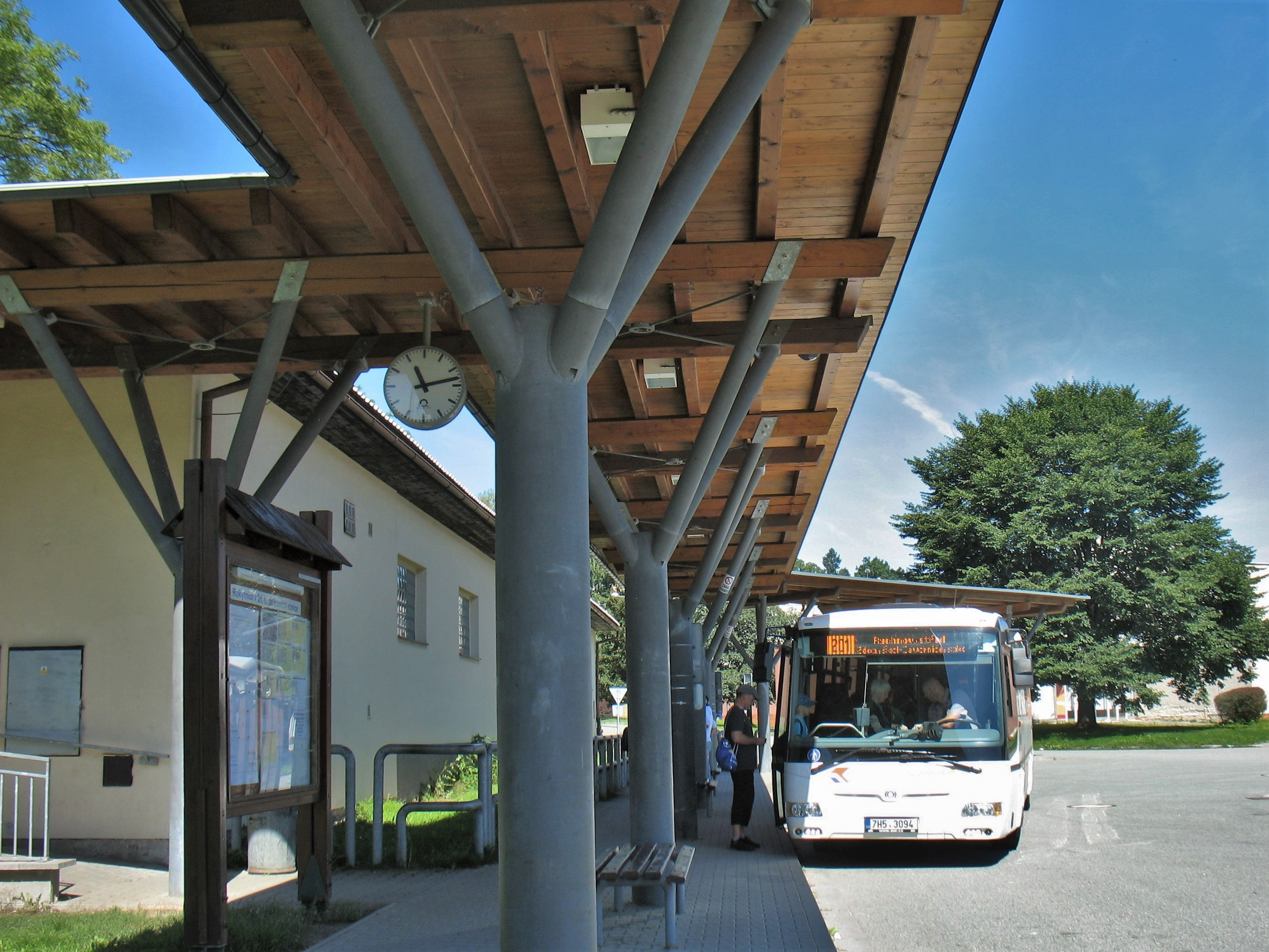
Autobusové nádraží
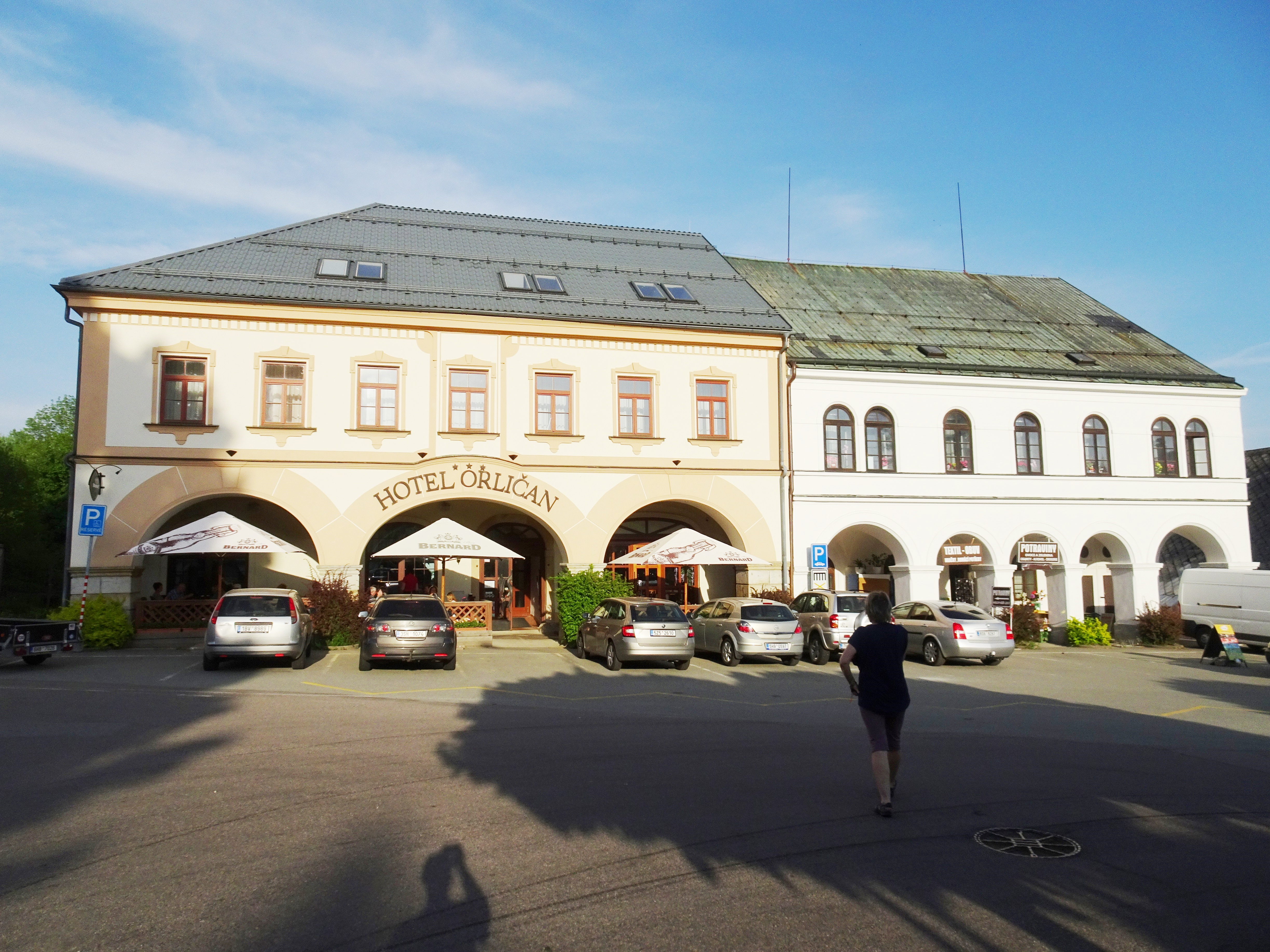
Historické budovy na náměstí - východní část
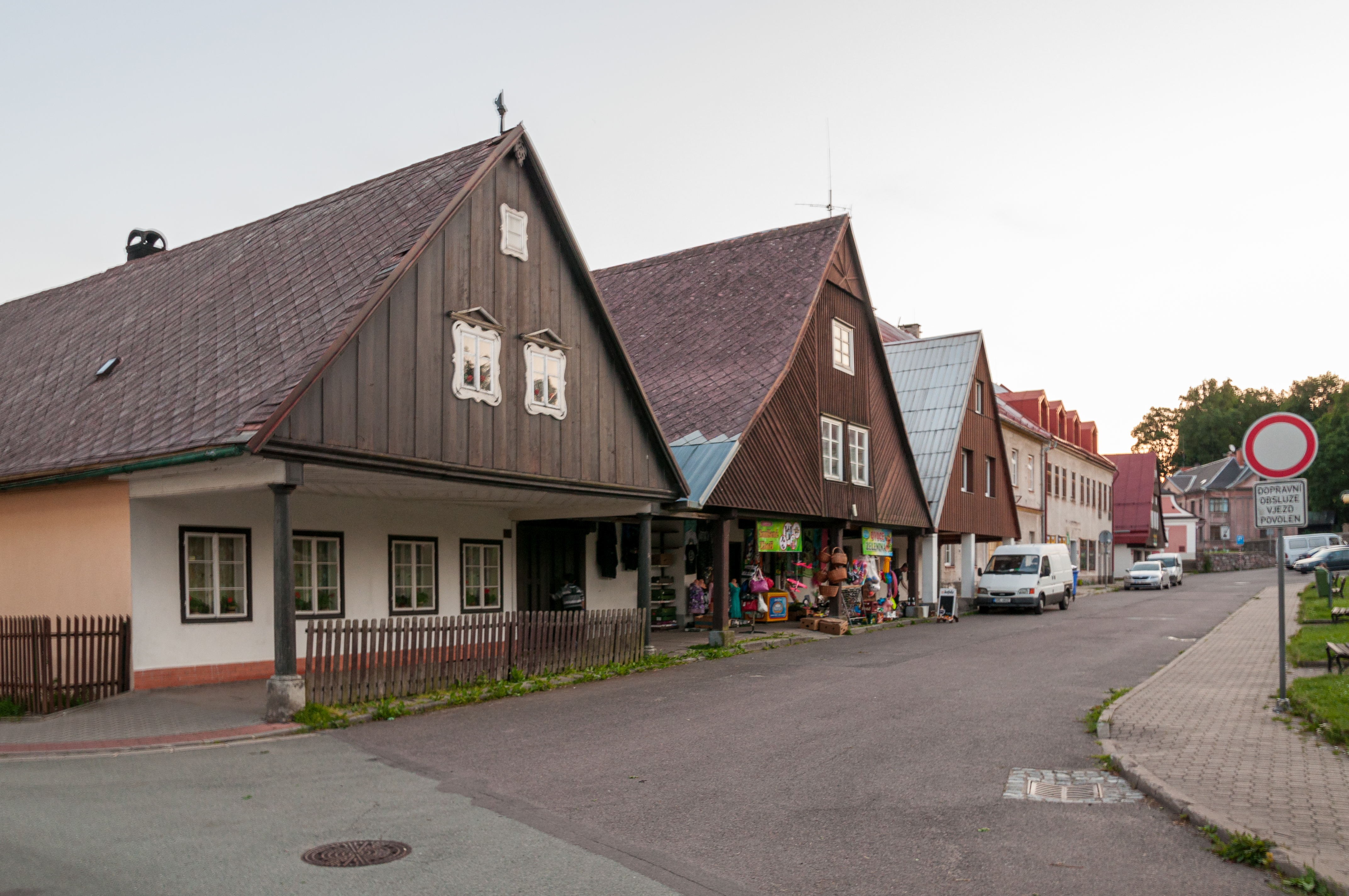
Historické budovy na náměstí - jižní část
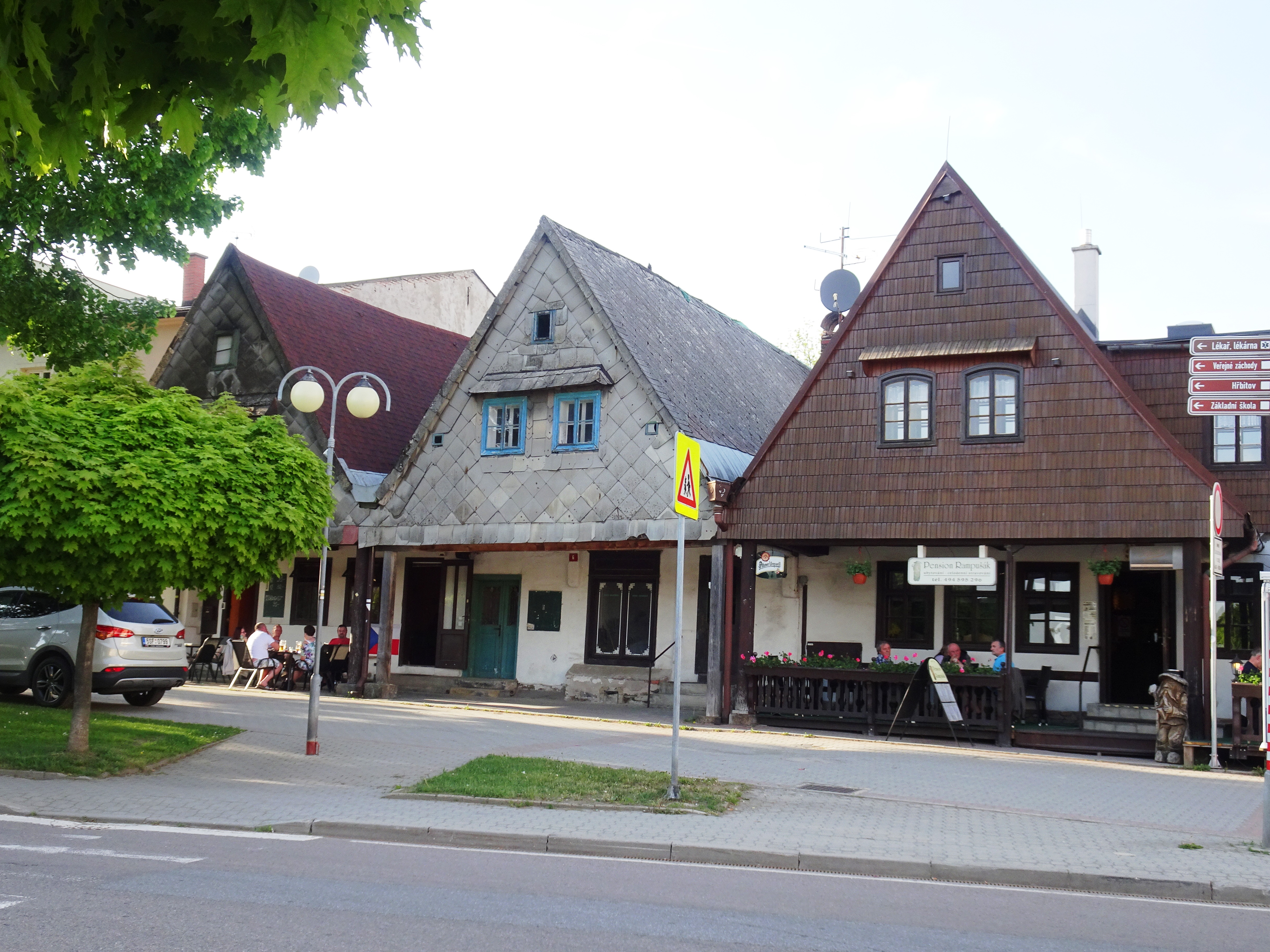
Historické budovy na náměstí - severní část
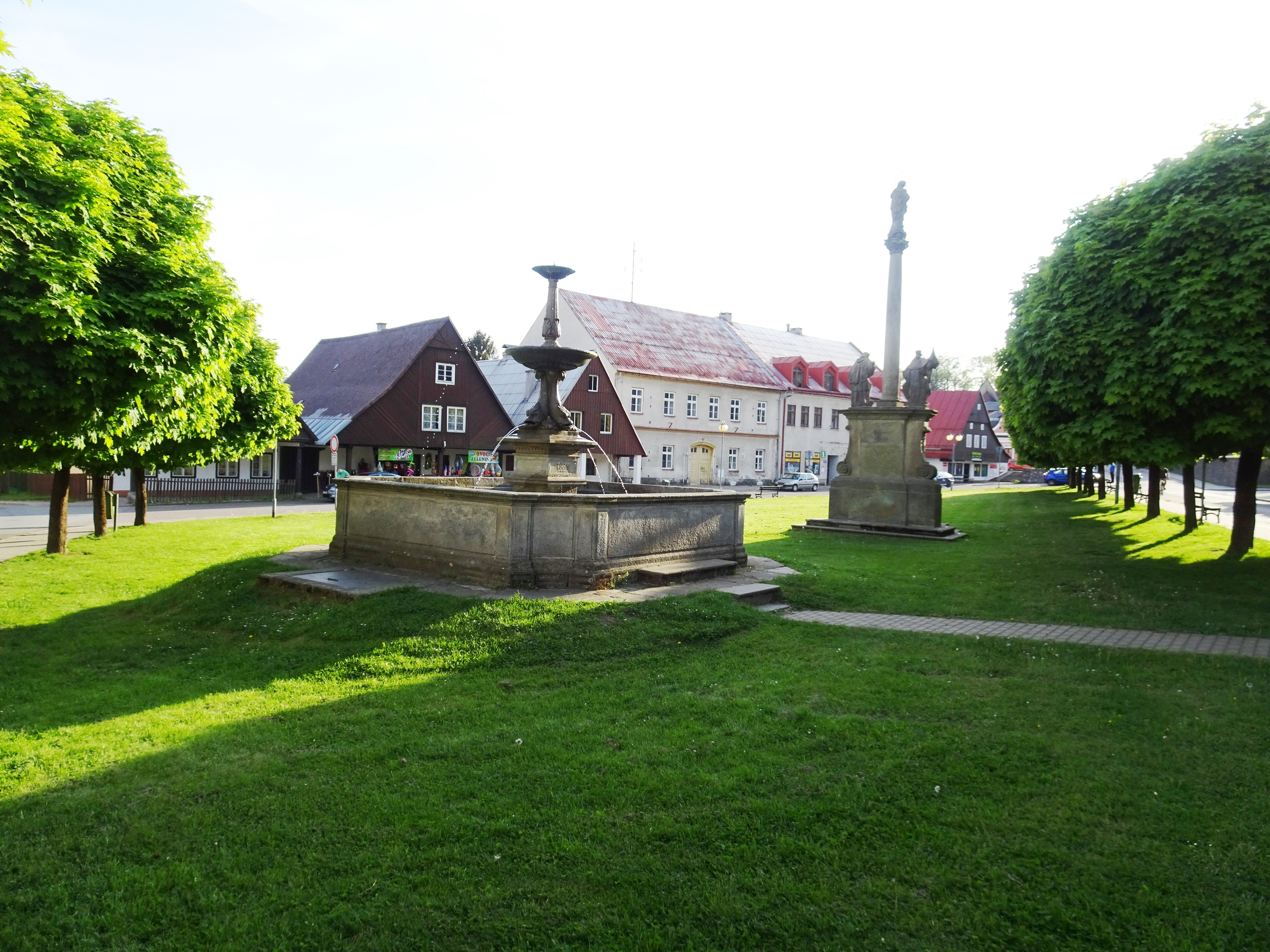
Náměstí s kašnou a morovým sloupem - od východu
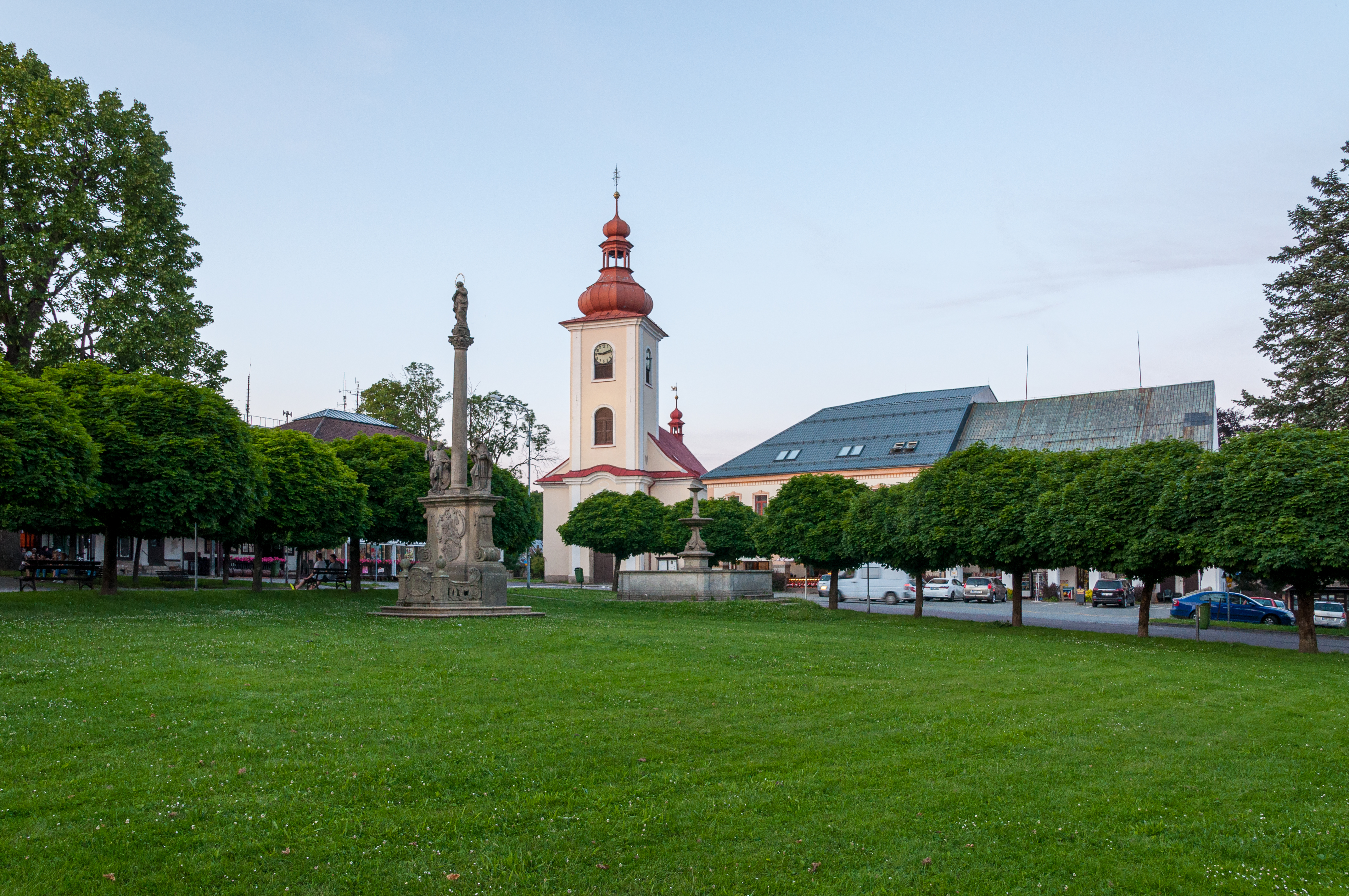
Náměstí s kostelem Všech svatých - od západu
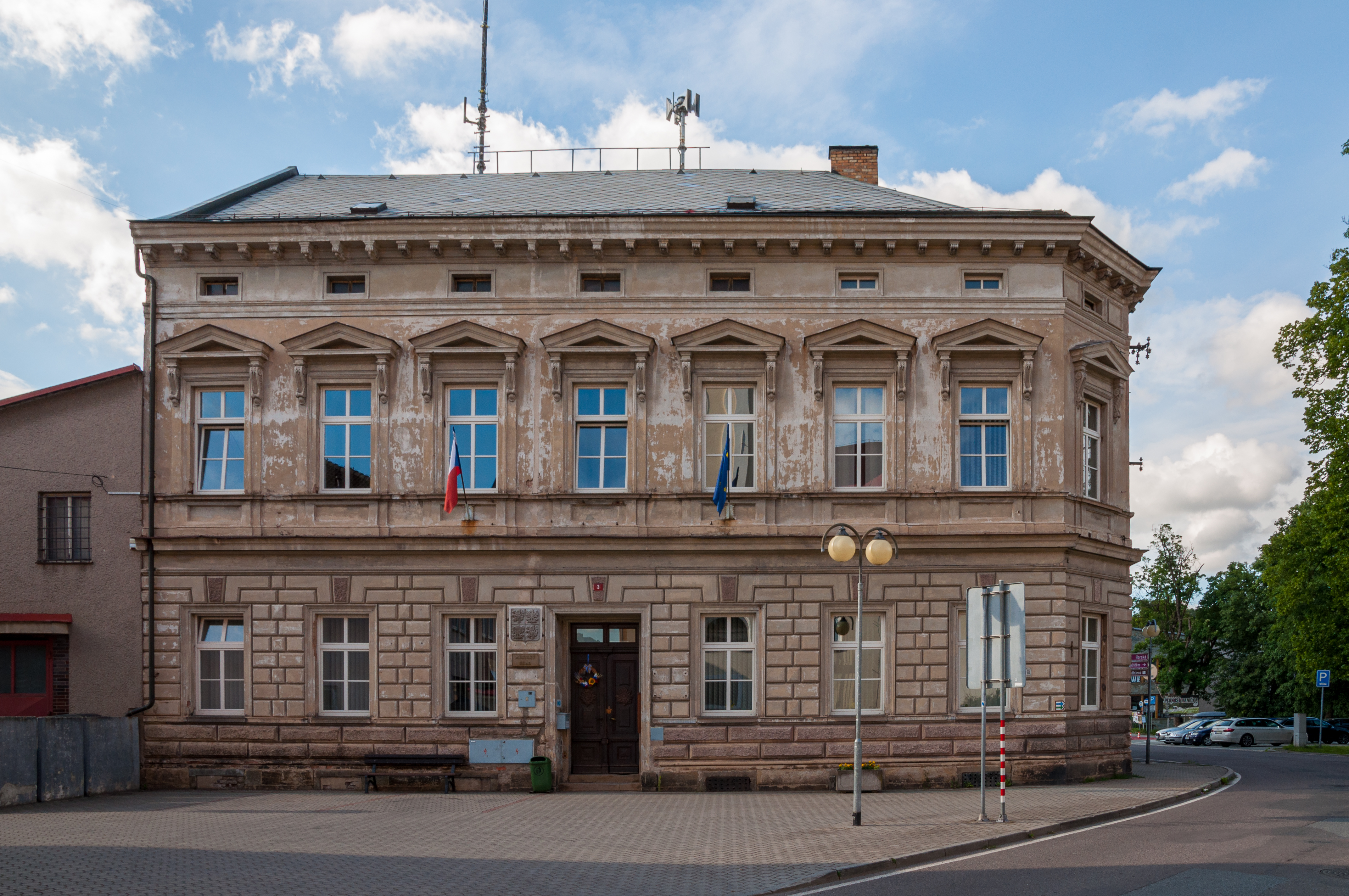
Městský úřad
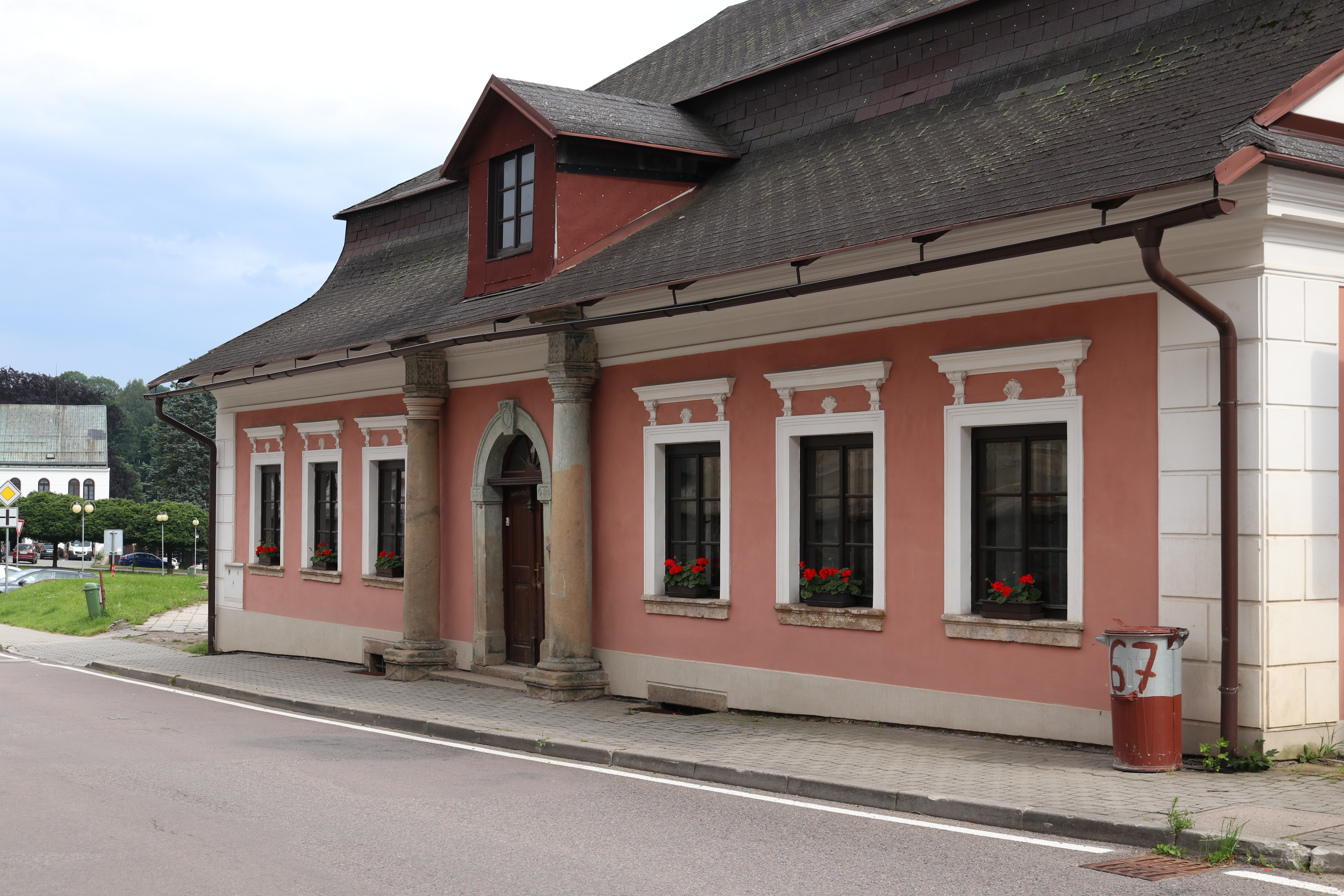
Historický dům v ulici 5. května
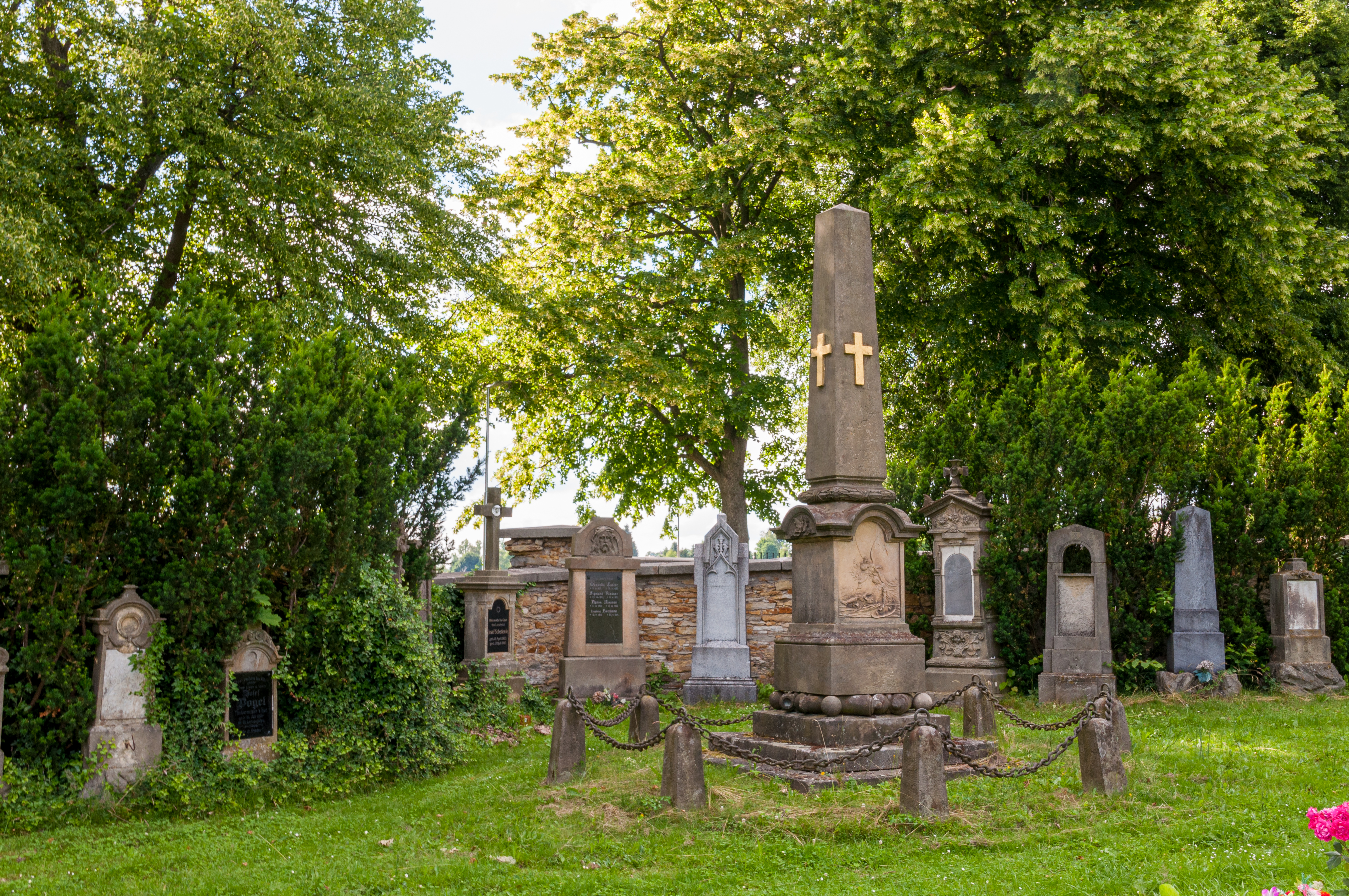
Hřbitov
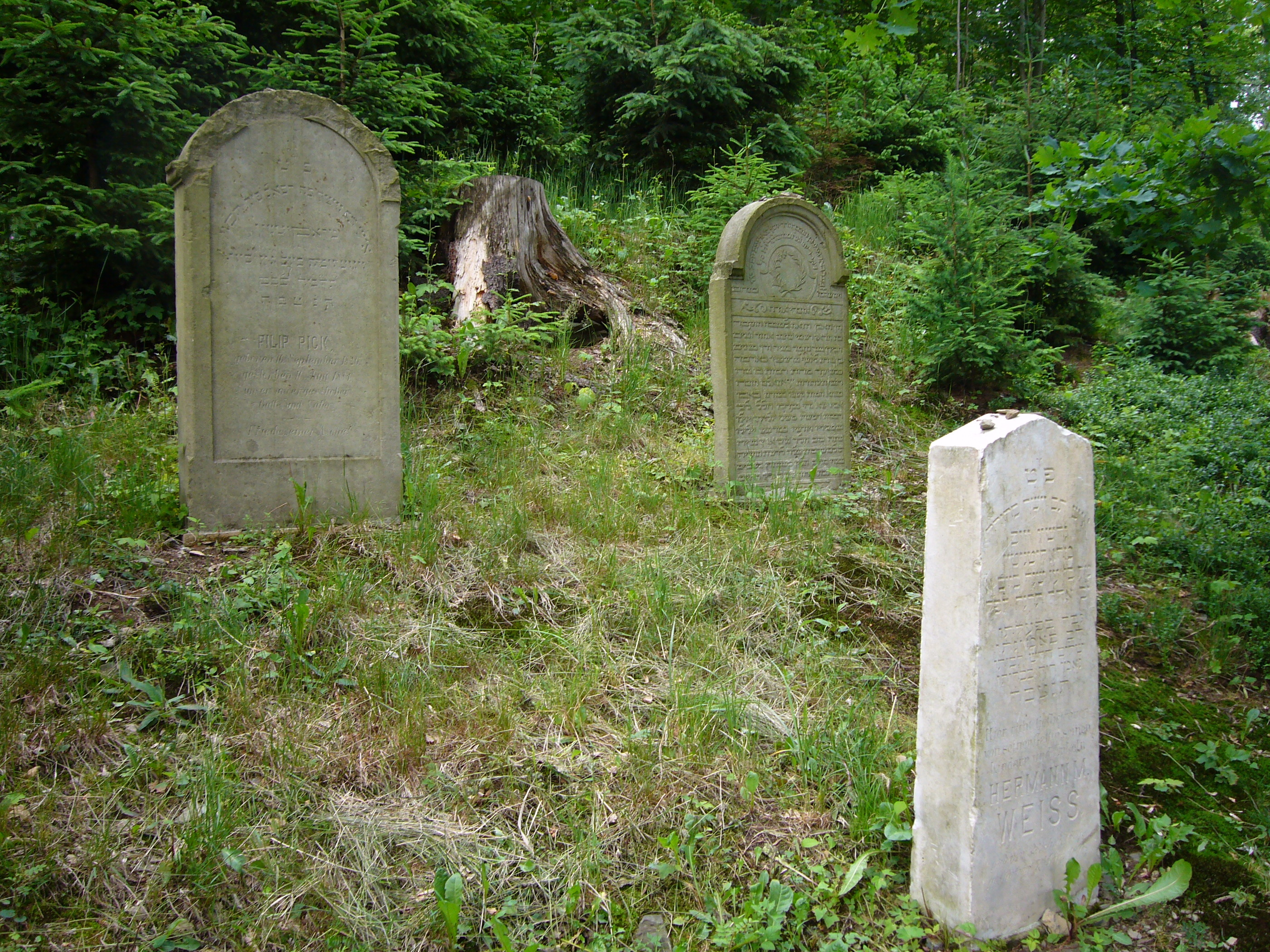
Židovský hřbitov
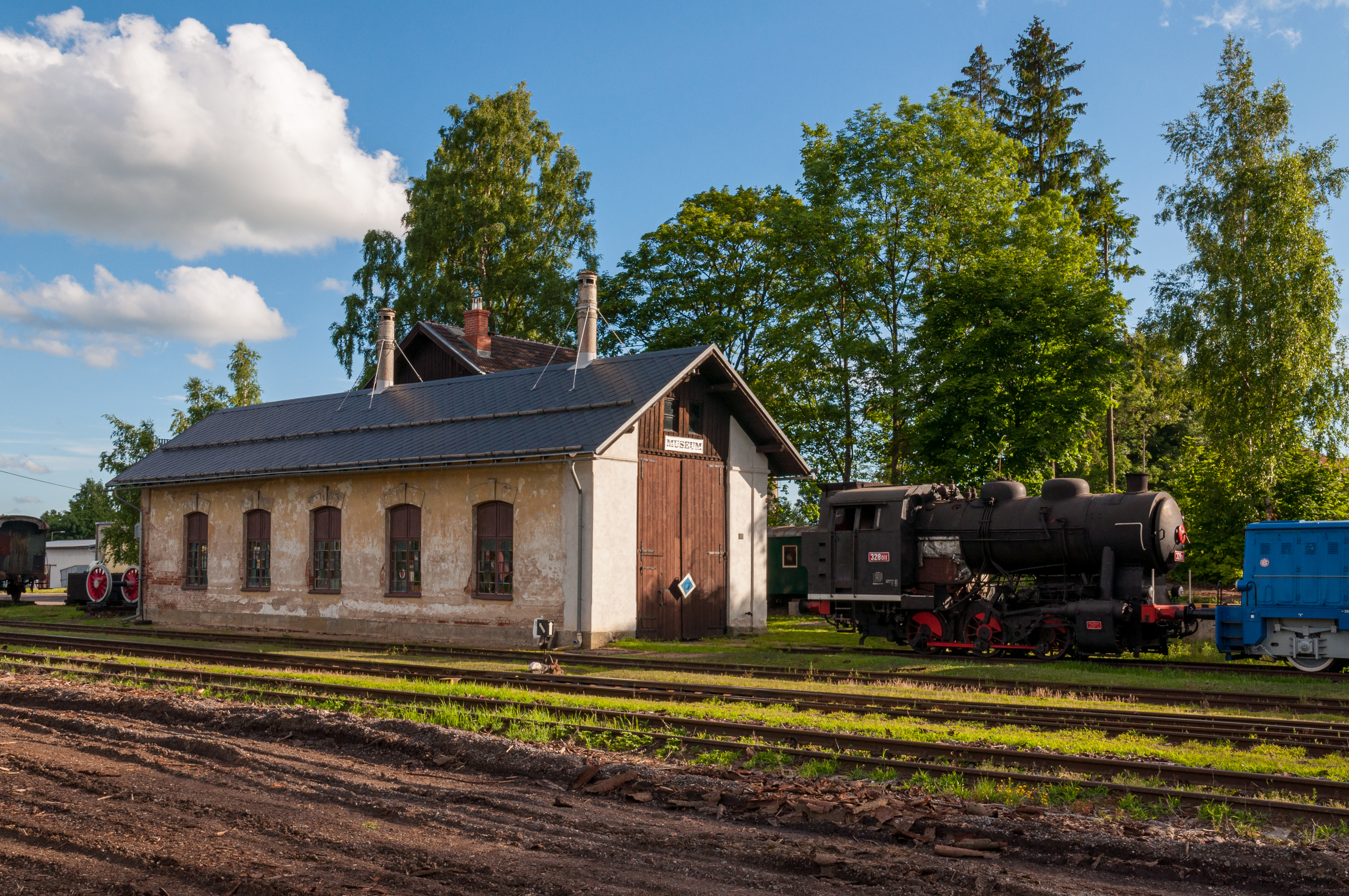
Železniční muzeum
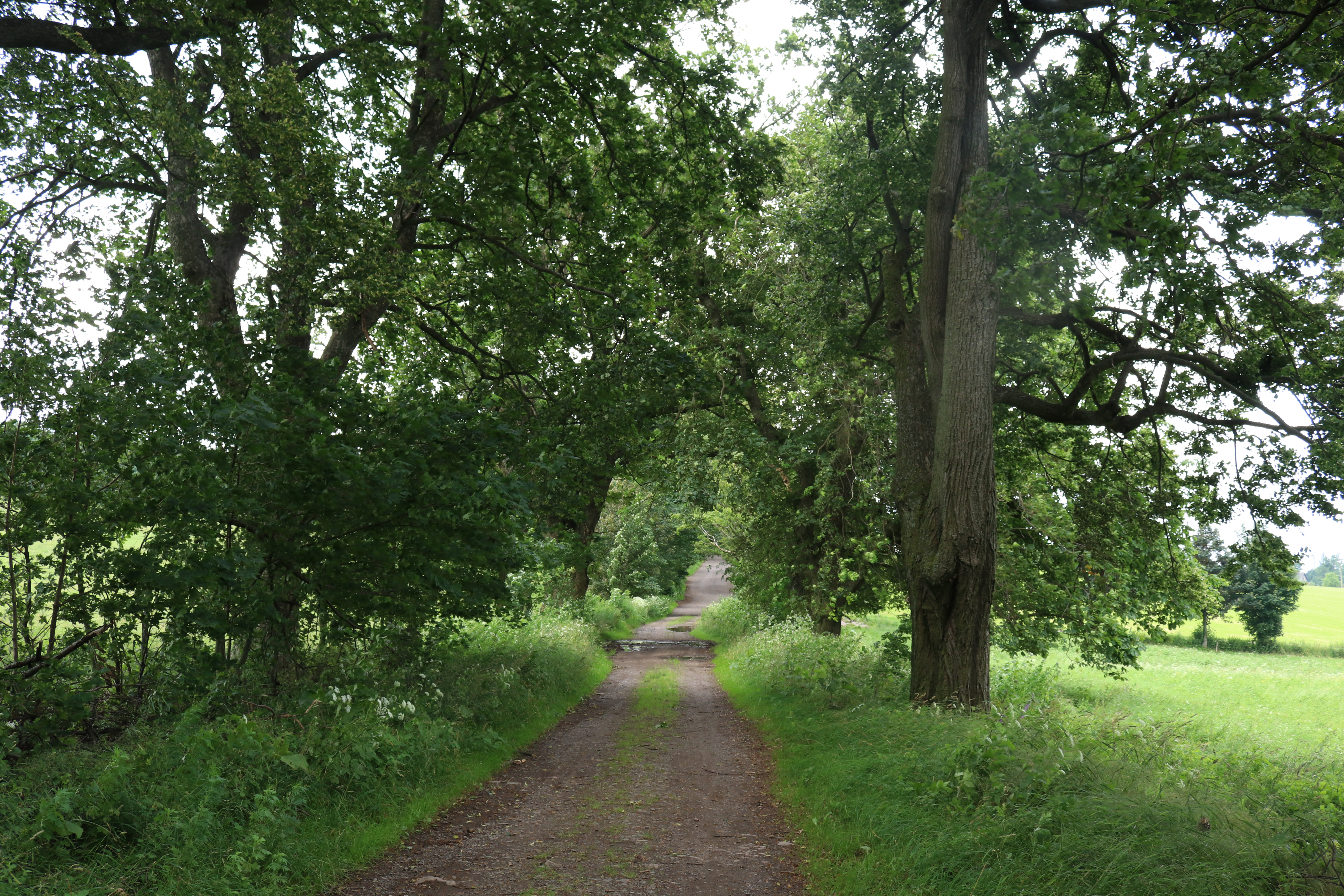
Alej u Nového dvora